# Calvera
Calvera é uma comuna italiana da região da Basilicata, província de Potenza, com cerca de 522 habitantes. Estende-se por uma área de 15 km², tendo uma densidade populacional de 35 hab/km². Faz fronteira com Carbone, Castronuovo di Sant'Andrea, San Chirico Raparo, Teana.

## Demografia
| Variação demográfica do município entre 1861 e 2011                               |
|                                                                                   |
| Fonte: Istituto Nazionale di Statistica (ISTAT) - Elaboração gráfica da Wikipedia |